# Skiren (Fliseryds socken, Småland)
Skiren är en sjö i Högsby och Mönsterås kommuner i Småland och ingår i Emåns huvudavrinningsområde. Sjön är 3 meter djup, har en yta på 0,636 kvadratkilometer och befinner sig 76,1 meter över havet. Sjön avvattnas av vattendraget Videbäck. Vid provfiske har bland annat abborre, gärs, gädda och mört fångats i sjön.. Vid Finsjövägen finns en badstrand. För fiske krävs fiskekort.

## Delavrinningsområde
Skiren ingår i det delavrinningsområde (634320-152365) som SMHI kallar för Utloppet av Älmten. Medelhöjden är 73 meter över havet och ytan är 18,28 kvadratkilometer. Det finns inga avrinningsområden uppströms utan avrinningsområdet är högsta punkten. Videbäck som avvattnar avrinningsområdet har biflödesordning 2, vilket innebär att vattnet flödar genom totalt 2 vattendrag innan det når havet efter 30 kilometer. Avrinningsområdet består mestadels av skog (81 procent). Avrinningsområdet har 1,24 kvadratkilometer vattenytor vilket ger det en sjöprocent på 6,8 procent.

## Fisk
Vid provfiske har följande fisk fångats i sjön:
- Abborre
- Gärs
- Gädda
- Mört
- Regnbåge
- Sarv
- Sutare